# Melz
Melz település Németországban, Mecklenburg-Elő-Pomeránia tartományban. Lakosainak száma 322 fő (2023. december 31.).

## Népesség
A település népességének változása:
| Lakosok száma | 335  | 339  | 344  | 331  | 322  |
|               | 2017 | 2019 | 2021 | 2022 | 2023 |